# Promonotus schultzei
Promonotus schultzei är en plattmaskart som beskrevs av Meixner 1943. Promonotus schultzei ingår i släktet Promonotus och familjen Monocelididae. Arten är reproducerande i Sverige. Inga underarter finns listade i Catalogue of Life.